# مونيات عديمة الأقدام
المونيات العديمة الأقدام (الاسم العلمي:Apusomonadida) هي رتبة من حقيقيات النوى تتبع طائفة المونيات الغطائية من طائفة المونيات الغطائية.

## التصنيف
- المونات العديمة الأقدام
  - المونة العديمة الأقدام